# Имбирь аптечный
Имби́рь апте́чный, или Имбирь лека́рственный, или Имбирь настоя́щий, или Имбирь обыкнове́нный (лат. Zīngiber officināle) — многолетнее травянистое растение; типовой вид рода Имбирь семейства Имбирные (Zingiberaceae). В русском языке часто называется просто имбирь; имбирём называют также сырые или переработанные корневища растения.

## Распространение
Происходит имбирь из стран Южной Азии. На данный момент выращивается в Китае, в Индии, в Индонезии, в Австралии, в Западной Африке, на Ямайке, на Барбадосе.
В Средние века был завезён в Европу, где использовался в качестве пряности и лекарства. В частности, имбирь считался одним из основных средств для профилактики чумы. Купцы рассказывали байки, будто имбирь растёт на краю света в стране троглодитов, которые зорко его стерегут, чем ещё больше поднимали и без того немалую цену на чудодейственный корень.

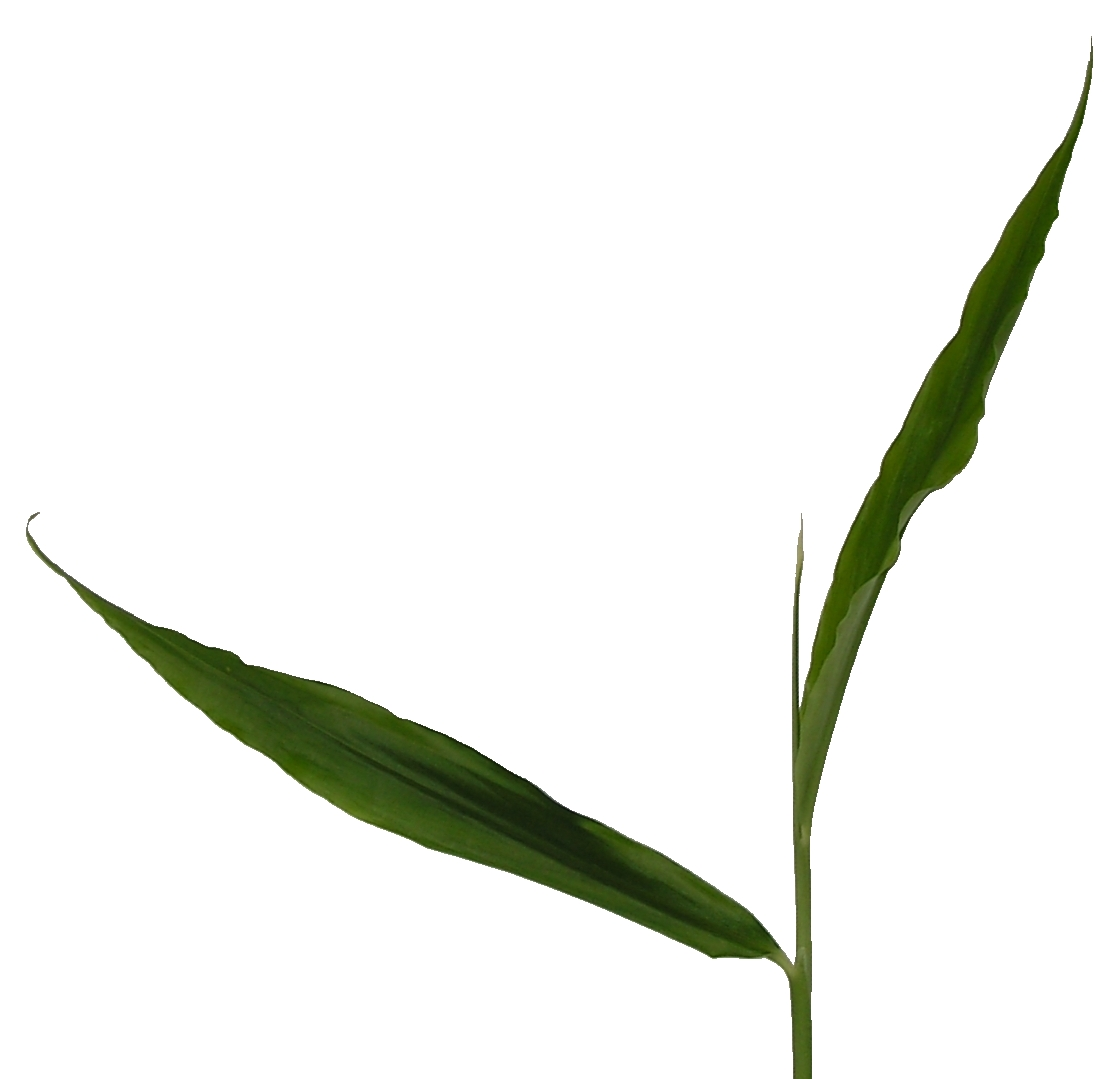
Молодой побег имбиря

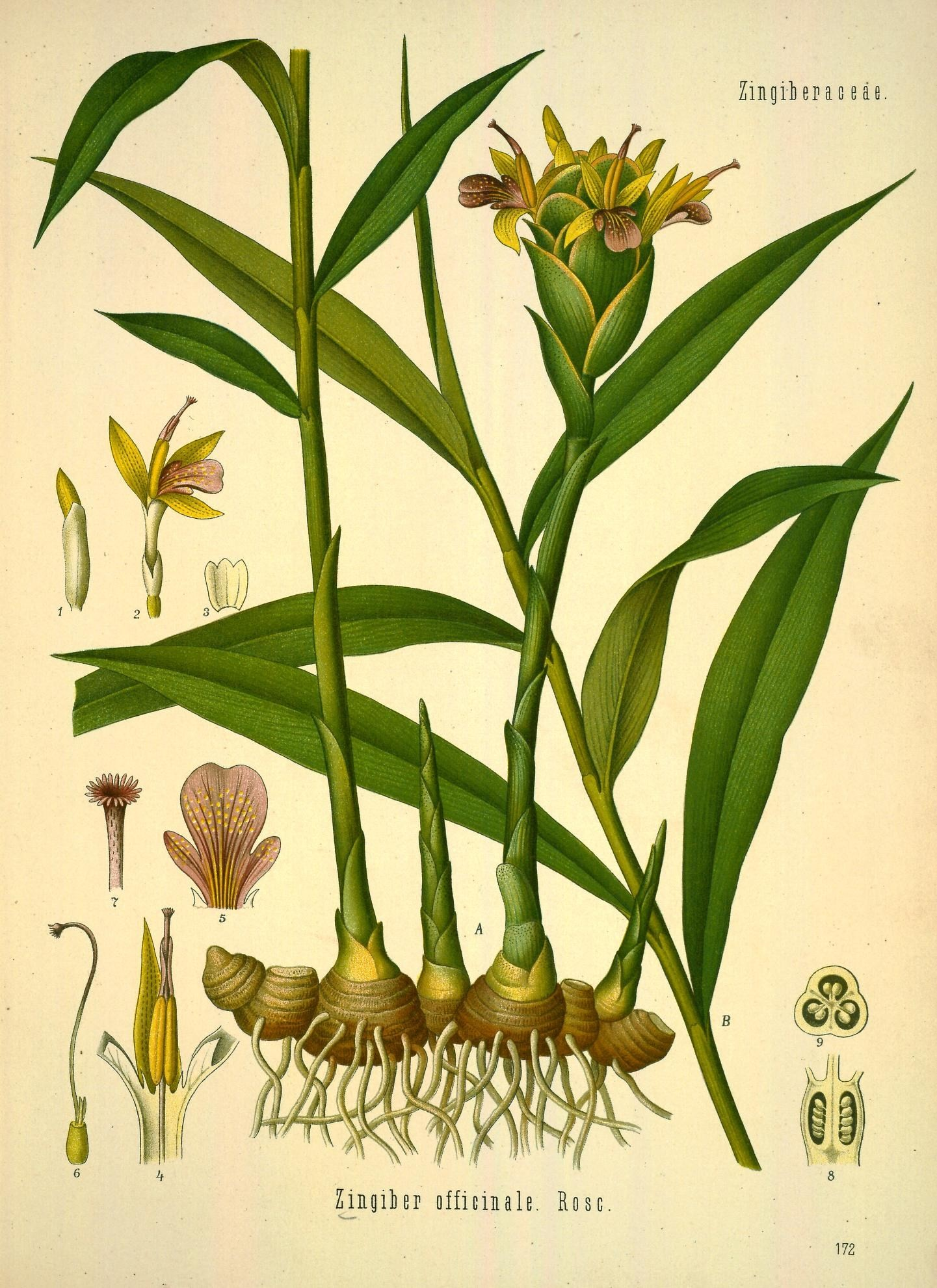
Имбирь.. Хорошо видно расположенное горизонтально толстое корневище с отходящими от него зелёными надземными побегами и тонкими придаточными корнями

В начале XVI века одним из первых растений был завезён в Америку и быстро там распространился.

## Ботаническое описание
Корни по происхождению придаточные, образуют мочковатую корневую систему. За корень нередко принимают видоизменённый подземный побег — корневище, от которого отходят зелёные надземные побеги и придаточные корни. Корневище — первичного строения: покровная ткань — пробка; центрально-осевой цилиндр — кольцо из сосудисто-волокнистых пучков (закрытые коллатеральные), паренхима с многочисленными сосудисто-волокнистыми пучками (закрытые коллатеральные) и клетками с эфирным маслом (жёлто-зелёного цвета).
Стебель прямостоящий, округлый, не опушён. Междоузлия более 1 см, удлинённые.
Листья очерёдные простые, цельные, ланцетовидные цельнокрайные, с заострённой верхушкой, имеют листовое влагалище. Основание листа сердцевидное.
Цветки зигоморфные, располагаются на коротких цветоносах, собраны в колосовидные соцветия. Чашечка зелёного цвета состоит из пяти чашелистиков, сросшаяся. Венчик раздельнолепестный из трёх лепестков фиолетово-бурого или жёлто-оранжевого цветов. Андроцей многобратственный, одна тычинка фертильная, остальные бесплодные. Гинецей состоит из трёх сросшихся плодолистиков.
Плод — трёхстворчатая коробочка.

## Корневище

### Внешний вид корневища

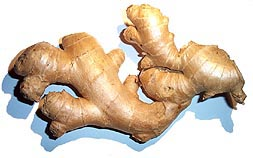
Корневище имбиря

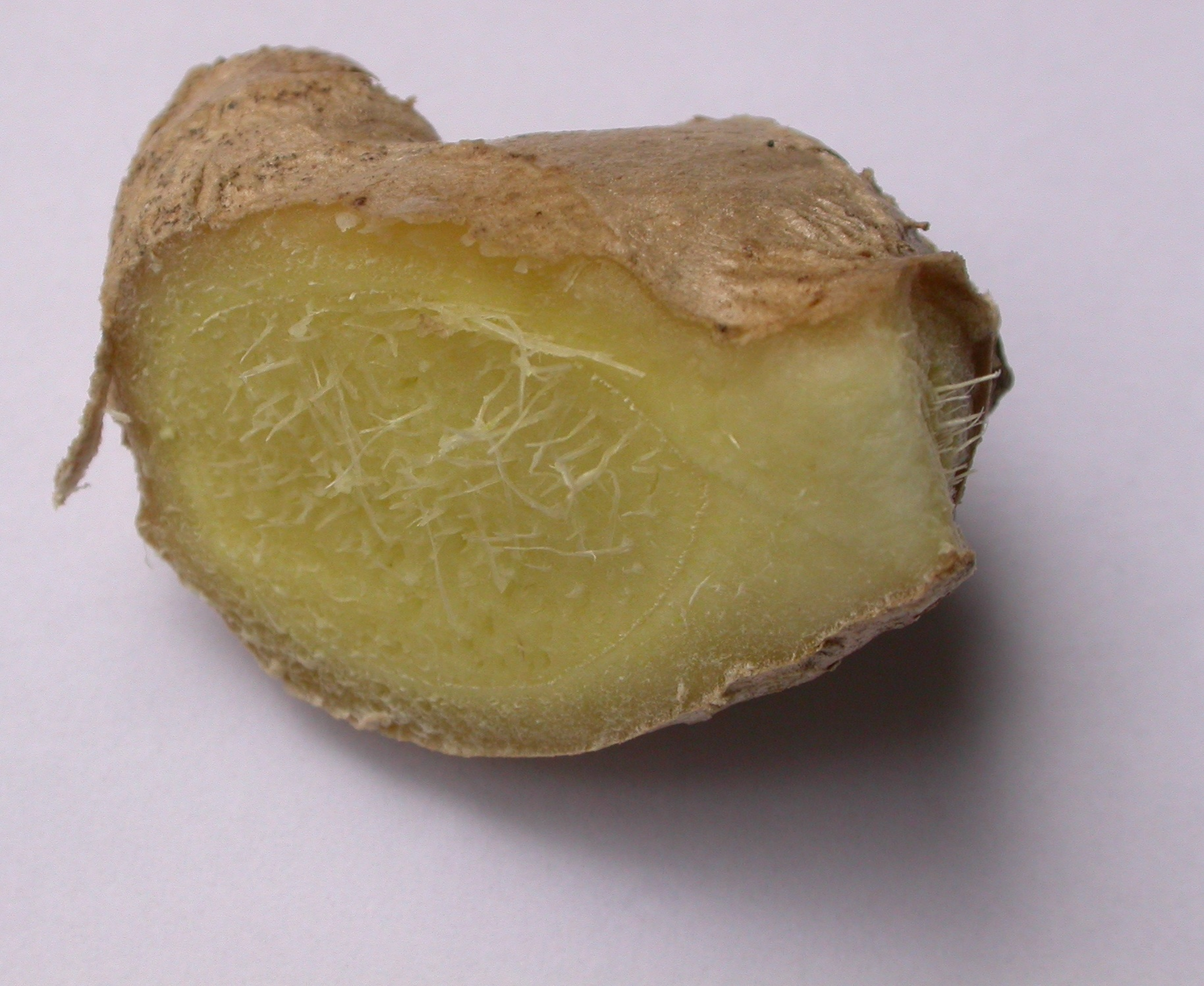
Срез относительно молодого корневища имбиря

Корневище имбиря имеет вид кругловатых, расположенных преимущественно в одной плоскости, пальчаторазделённых кусочков.

### Химический состав
Химические составляющие имбиря очень сложны, и на сегодняшний день идентифицировано более 400 соединений. Химические составляющие имбиря варьируются в зависимости от нескольких факторов, включая географическое происхождение, процесс сбора и условия хранения.
Содержание эфирного масла в сухих корневищах составляет 1—3 %, главными его компонентами являются α- и β-цингиберены (зингиберены; сесквитерпены (группа органических соединений класса терпенов — до 70 %), содержатся также камфен, цинеол, бисаболен, борнеол, цитраль, линалоол, шогаол, олеорезин, живица, фарнезен, лимонен, гераниаль, куркумен. Имбирь содержит также витамины C, B1, B2 и незаменимые аминокислоты.
Жгучий вкус обусловлен веществом гингерол. 6-гингерол является наиболее распространенным в имбире гингеролом, встречаются также 8-, 10- и 12-гингеролы. Имбирь содержит родственные гингеролу или шогаолу соединения, такие как 1-дегидрогингердион, 6-гингердион и 10-гингердион, а также гингердиолы и диарилгептаноиды.

## Применение

### В кулинарии
Чаще всего имбирь применяют в молотом виде. Молотая пряность представляет собой серовато-жёлтый мучнистый порошок. Если он имеет сильный и устойчивый аромат, то считается более качественным. В кухнях разных народов он используется в качестве приправы:
- в напитках (квас, сбитень, чай, кофе);
- в выпечке (печенье, кексы, бисквиты);
- в консервировании (пресервы, варенье);
- в соусах (к мясу, овощные и фруктовые маринады).
- в качестве закуски к суши (маринованный имбирь)

Имбирь употребляют и как самостоятельный продукт в виде варенья, цукатов или маринованного имбиря.
Имбирь входит в состав индийской приправы карри.
Имбирь с сахаром и газированной водой, в которую добавлены дрожжи и специи, составляют традиционный рецепт имбирного эля. Зачастую дополнительно используют мёд, различные фрукты или ягоды, а также чайные лепестки.
Имбирное пиво — алкогольный напиток. Его готовят из имбиря, сахара и воды с добавлением пивных или пекарских дрожжей и молочнокислых бактерий. Содержание алкоголя в имбирном пиве может достигать 11 %.

### В медицине
Корневище имбиря (лат. Rhizoma Zingiberis) поступает в продажу в аптеки в очищенном или не очищенном от пробки виде.
Имбирь в виде настоя, настойки, порошка применяется при заболеваниях суставов (артрит, артроз, остеоартроз), морской болезни, при язвенной болезни желудка, для повышения аппетита и улучшения пищеварения, атеросклерозе, нарушении жирового и холестеринового обмена, для нормализации состояния кровеносных сосудов. Кроме того, имбирь является иммуномодулятором, что используется при профилактике простудных заболеваний. Имеет противоопухолевую активность при раке простаты и груди.
Отвар имбиря с мёдом и лимоном часто используют при простудных заболеваниях.
Компрессы используют для снятия головных болей, болей в спине и при хроническом ревматизме.
Эфирное масло широко используется в ароматерапии для лечения психоэмоциональных расстройств, заболеваний опорно-двигательного аппарата, простудных и вирусных заболеваний. Применяется в горячих ингаляциях, в ваннах, для растираний, для массажа и внутрь.

## Биологическая активность
Многочисленные исследования, основанные на клинических испытаниях и моделях на животных, показали, что имбирь и его компоненты играют важную роль в профилактике заболеваний посредством модуляции генетической и метаболической активности. Имбирь является источником большого количества антиоксидантов, а также играет важную роль в снижении окисления липидов и ингибирует патогенез заболеваний.
В имбире содержится вещество гингерол, который обладает антидиарейной активностью у мышей. Сообщалось также о следующих свойствах гингерола: противоопухолевые, противовоспалительные, противогрибковые, антиоксидантные, нейропротекторные и гастропротекторные свойствах. Основным активным соединением имбиря является [6]-гингерол.
Двойное слепое рандомизированное плацебо-контролируемое исследование показало, что пероральные капсулы с имбирем могут улучшить в течение четырёх недель сексуальную функцию и качество сексуальной жизни женщин репродуктивного возраста.
Рандомизированное контролируемое исследование показало, что использование имбиря эффективно уменьшает послеоперационную тошноту и рвоту у пациентов, перенесших операцию на верхних и нижних конечностях. Однако для подтверждения этих результатов необходимы дальнейшие исследования пациентов с сопутствующими заболеваниями.
Рандомизированное, двойное слепое, плацебо-контролируемое клиническое исследование на людях (20-73 года) с усталостью глаз и скованностью плеч показало, что 8-недельное потребление экстракта имбиря приводит к улучшению периферического кровотока в глубоких тканях у женщин, особенно у женщин младше 51 года. В этой же подгруппе наблюдалось снижение субъективных жалоб на усталость глаз и скованность плеч. У мужчин старше 51 года улучшилось ощущение тепла в теле. Изменений в кровотоке в области глаз не обнаружено.  Жесткость мышц плеча не изменилась статистически значимо. Потребление имбиря было безопасным и хорошо переносилось.

### Антимикробное действие
Более ранние исследователи показали, что имбирь и его компоненты играют жизненно важную роль в предотвращении роста микробов или действуют как антимикробные агенты. Важное исследование в пользу имбиря как антимикробной активности показало, что имбирь обладает антимикробной активностью против E coli, Salmonella Typhi и Bacillus subtilis, а этанольный экстракт имбиря показал самую широкую зону ингибирования против Salmonella Typhi, а также в отношении грибка Candida albicans.

### Противоопухолевое действие
Некоторые учёные считают имбирь потенциальным кандидатом в противораковые средства благодаря различным компонентам, таким как валлиноиды, а именно гингерол и парадол, шогаолы, зингероны и галаналы A и B. Терпеноиды, составляющие имбирь, вызывают апоптоз в раковых клетках эндометрия посредством активации P53. 6-шогаол проявляет противораковую активность в отношении рака молочной железы.